# Jet Time
Jet Time var et dansk flyselskab, der flyver charter og "ad-hoc" for rejseselskaber, virksomheder, andre flyselskaber mv. Selskabet blev etableret i marts 2006 af forretningsmanden Frederik Anker Heegaard, og påbegyndte flyvningerne den 19. september samme år.
Den 21. juli 2020 meddelte Jet Time at selskabet havde indgivet konkursbegæring, efter at have afskediget hovedparten af dets medarbejdere måneden før pga. Covid-19. Ejeren forventer og forbereder dog allerede ved konkursen at overføre aktiviteter til det nye selskab Jettime, der planlægges at fortsætte aktiviteterne efter pandemien. Jet Times direktør og et antal nøglemedarbejdere overføres sammen med fem af Jet Times Boeing 737 fly til Jettime.

## Flåde
Pr. juli 2020 bestod Jet Times flåde udelukkende af Boeing 737, herunder var 1 af dem Boeing 737-700 og 5 Boeing 737-800.

## Samarbejdspartnere
Jet Time fløj charterflyvninger for en lang række rejseselskaber i Norden.

## Destinationer

### Jet Time opererer flyvninger fra følgende lufthavne
Pr. juli 2020:
- Danmark
  - Aalborg – Aalborg Lufthavn
  - Aarhus – Aarhus Lufthavn
  - Billund – Billund Lufthavn (Crew Base)
  - København – Københavns Lufthavn, Kastrup (Crew Base)
  - Odense - Hans Christian Andersen Airport

- Finland
  - Helsinki - Helsinki Vantaa Airport (Crew Base)
  - Oulu - Oulu Airport
  - Tampere - Tampere Airport [9]
  - Vaasa - Vaasa Airpirt

- Norge
  - Bergen – Bergen lufthavn, Flesland
  - Oslo – Oslo Lufthavn, Gardermoen
- Sverige
  - Göteborg – Göteborg-Landvetter flygplats
  - Halmstad - Halmstad City Airport
  - Jönköping - Jönköping Airport
  - Karlstad – Karlstad Airport
  - Luleå - Luleå Airport
  - Malmö – Malmø Lufthavn
  - Norrköping – Norrköping Airport
  - Stockholm – Stockholm-Arlanda Lufthavn
  - Växjö – Småland Airport
  - Örebro - Örebro Airport

### Jet Time opererer flyvninger til følgende destinationer
- Bulgarien
  - Bourgas – Bourgas Airport
- Cypern
  - Larnaca – Larnaca Internationale Lufthavn
- Egypten
  - Hurghada – Hurghada Lufthavn
  - Marsa Alam – Marsa Alam International Airport
  - Sharm el-Sheikh – Sharm el-Sheikh International Airport
  - Taba - Taba International Airport
- Etiopien
  - Addis Abeba – Bole Lufthavn
- Frankrig
  - Chambéry – Chambéry Airport
  - Grenoble – Grenoble Airport
- Grækenland
  - Chania – Chania Airport
  - Corfu – Corfu Airport
  - Heraklion – Heraklion Airport
  - Kefalonia – Kefalonia Airport
  - Kos – Kos Airport
  - Rhodes – Rhodes International Airport, "Diagoras"
  - Samos – Samos International Airport
  - Santorini - Santorini International Airport
  - Skiathos – Skiathos Airport
- Grønland
  - Kangerlussuaq – Kangerlussuaq Lufthavn
  - Narsarsuaq – Narsarsuaq Airport
- Kroatien
  - Zagreb – Franjo Tuđman Lufthavn
- Libanon
  - Beirut - Rafic Hariri International Airport
- Malta
  - Malta – Malta International Airport
- Montenegro
  - Tivat - Tivat International Airport
- Portugal
  - Ponta Delgada (Azorerne) – João Paulo II Airport
  - Madeira - Aeroporto da Madeira
- Qatar
  - Doha – Hamad International Airport
- Serbien
  - Beograd – Beograd Lufthavn
- Spanien
  - Arrecife – Lanzarote Airport
  - Fuerteventura – Fuerteventura Airport
  - Gran Canaria – Gran Canaria Airport
  - Malaga – Malaga Airport
  - Palma de Mallorca – Son Sant Joan Airport
  - Tenerife – Tenerife South Airport
- Storbritannien
  - London – London Heathrow Airport
  - Manchester – Manchester Airport
- Schweiz
  - Genève – Genève Internationale Lufthavn
  - Zürich – Zürich Lufthavn
- Tjekkiet
  - Prag – Václav Havel Airport Prague
- Tyrkiet
  - Antalya – Antalya Airport
  - Dalaman – Dalaman Airport
  - Izmir – Adnan Menderes Airport
  - Milas – Milas-Bodrum Airport
  - Gazipasa
- Tyskland
  - Frankfurt am Main – Flughafen Frankfurt Main
  - München – Flughafen München Franz Josef Strauß
- Ungarn
  - Budapest – Budapest Ferihegy
- Østrig
  - Innsbruck – Innsbruck Airport
  - Salzburg – Salzburg Airport